# محوطه گراکی کوه
محوطه گراکی کوه مربوط به دوره اشکانیان است و در شهرستان چابهار، بخش دشتیاری، روستای بل واقع شده و این اثر در تاریخ ۱۲ بهمن ۱۳۸۱ با شمارهٔ ثبت ۷۲۵۶ به‌عنوان یکی از آثار ملی ایران به ثبت رسیده است.